# Damien Mama
Damien Mama, né le 26 septembre 1972  au Bénin, est un haut fonctionnaire et diplomate de l'Organisation des Nations Unies (ONU). Il est depuis mars 2023, le représentant résident du Programme des Nations Unies pour le Développement (PNUD) en République démocratique du Congo.

## Biographie

### Études
Damien Mama est titulaire d'un master en management du développement de l'université de la Ruhr à Bochum (Allemagne), et d'une maîtrise en aménagement du territoire de l'université d'Abomey-Calavi (Bénin).

### Parcours professionnel
Damien Mama travaille avec plusieurs gouvernements africains pour l'amélioration des politiques publiques, la gestion des programmes de développement et de consolidation de la paix et l'humanitaire dans plusieurs pays, notamment, le Burundi, le Togo, la RDC et quelques d'autres.
En septembre 2021, il est nommé coordonnateur résident des Nations unies au Burundi par le Secrétaire général des Nations unies, Antonio Guterres.
En juin 2018, il occupe le poste de coordonnateur résident du Système des Nations unies et représentant résident du PNUD au Togo.
Il occupe également plusieurs autres fonctions au sein du PNUD. Il est ainsi chef de l'équipe de supervision des 45 programmes pays au Bureau régional du PNUD pour l'Afrique à New York; Directeur de la section de la stabilisation et du relèvement au sein de la Mission multidimensionnelle intégrée des Nations Unies pour la stabilisation au Mali (MINUSMA); Représentant résident adjoint du PNUD au Togo; Conseiller en matière de politiques publiques et de planification au Bureau du coordonnateur résident au Soudan du Sud; et coordonnateur du programme de relèvement communautaire au PNUD en RDC,.